# 永发乡 (公主岭市)
永发乡，是中华人民共和国吉林省长春市公主岭市下辖的一个乡镇级行政单位。

## 行政区划
永发乡下辖以下地区：
永发社区、红石村、龙湾村、先进村、先丰村、田家村、昌龙村、营城村、永发村、新发村、西安村、西立村、西兴村、曲家村和西河村。